# Jesús, María y José
Jesús, María y José es una película mexicana que fue filmada en 1969 pero salió al cine el 23 de marzo de 1972 y fue realizada a todo color con la participación de Guillermo Murray como José, Eric del Castillo como Amroth, Enrique Rambal como el rabbi Zaqueo, y hay varios niños actores que hacen el papel de Jesús a los 5, 8 y 12 años.
La película presenta un anacronismo: el uso de la Estrella de David en una sinagoga supuestamente del Siglo I de la Era Cristiana.

## Elenco
- Guillermo Murray ... José
- Gayle Bedall ... María
- Juan Miranda ... Pedro
- Xavier Loya ... Andrés
- Enrique Rambal ... Zaqueo
- Eric del Castillo ... Amroth
- Carlos Ancira ... Caifás
- Juan Gallardo
- Bernardo Acar
- Víctor Almazán
- Carolina Barret
- Raúl Boxer
- David Bravo
- José Alberto Castro
- Gustavo del Castillo
- Julián de Meriche
- Rene Dupreyon
- Jorge España
- Guillermo 'Lobo' Hernández
- Ramón García Larrea
- José Lavat
- Aquiles Medellín
- Rafael Mones
- Enrique Pontón
- Miguel A. San Roma
- Fernando Saucedo
- Antonio Trabulse
- Mário Trujillo
- Guillermo Vázquez
- Luis Yáñez